# Thom Bell
Pour les articles homonymes, voir Bell.
Thomas Randolph Bell, dit Thom Bell, né le 27 janvier 1943 à Philadelphie, et mort le 22 décembre 2022 à Bellingham dans l'État de Washington aux États-Unis,, est un auteur-compositeur, arrangeur et producteur de disques américain.
Il est connu comme l'un des créateurs de la Philadelphia soul dans les années 1970.